# Passo do Spluga
O passo do Spluga (em alemão:  Splügenpass; em italiano:  Passo dello Spluga; em romanche:  Pass dal Spleia; latim: Cunus Aureus ) é um passo de montanha situado a (2 113 metros de altitude na fronteira entre a Itália e a Suíça, entre os Alpes Lepontinos e os Alpes Réticos.
Liga o vale do rio Hinterrhein e Splügen (em italiano Spluga) no cantão dos Grisões, Suíça, ao vale do Spluga e Chiavenna na província de Sondrio, na Lombardia em Itália, continuando a estrada para o lago de Como. É uma divisória de águas entre as bacias do rio Reno e do rio Pó, e assim faz parte da grande divisória continental da Europa.
Desde a construção do túnel de San Bernardino, o passo perdeu a sua importância nas viagens na região, de tal modo que fecha no inverno.
O equivalente italiano da aldeia suíça de Splügen é Montespluga, fração de Chiavenna, na vertente italiana do passo. Montespluga é uma pequena aldeia com três ruas que fica isolada do resto da Itália, e também da Suíça, durante o inverno.
Hoje é um passo tranquilo no qual caminhos históricos sobrevivem e permitem caminhadas pela chamada Via Spluga.
Em 1840, a escritora Mary Shelley passou no local a caminho do Lago de Como, com o seu filho. Descreveu o passo na sua narrativa de viagens Rambles in Germany and Italy, publicado em 1844
Este acidente montanhoso faz parte da linha de separação das águas  do Mar Adriático e do Mar do Norte.

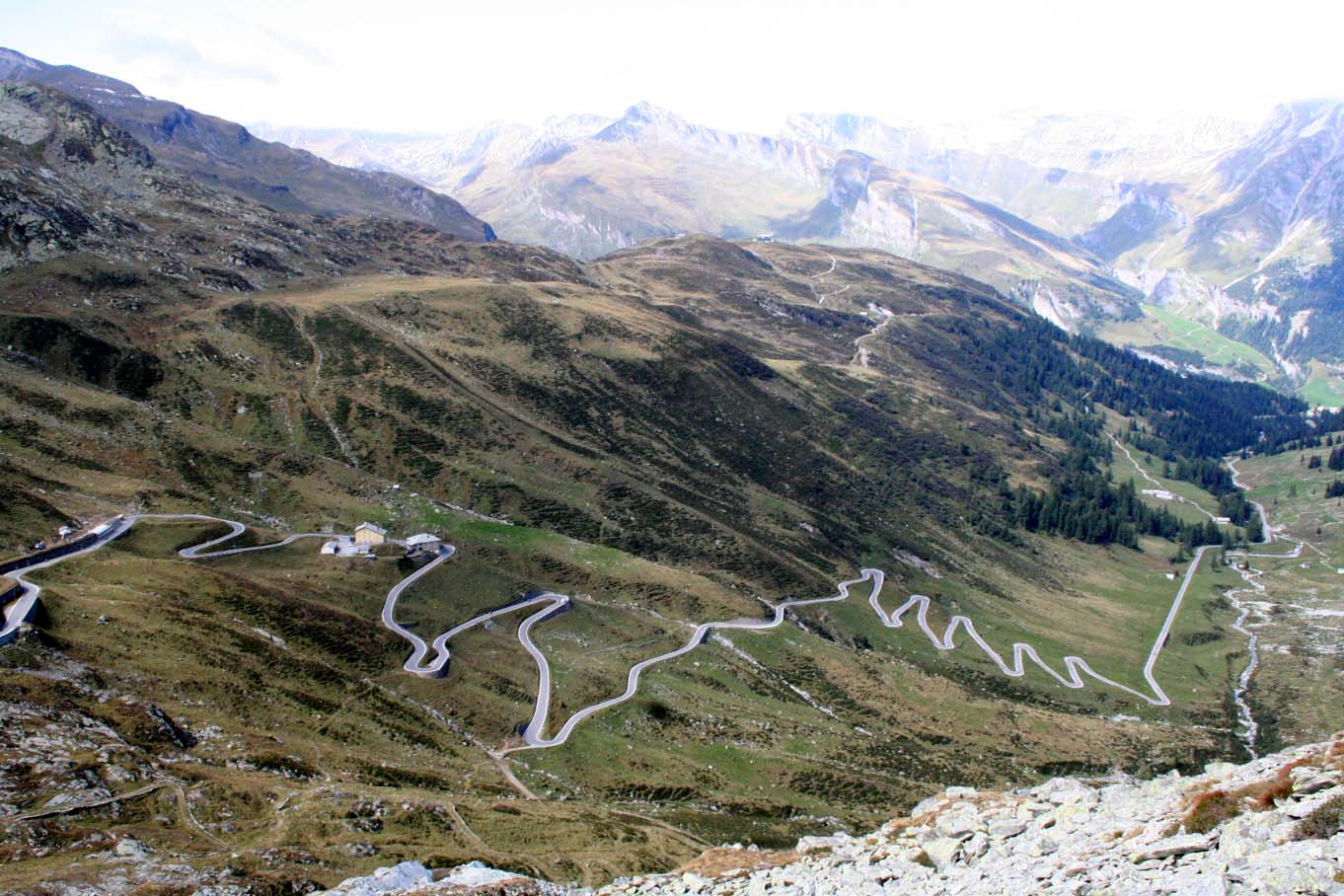
Vertente norte da portela com vista sobre o Teurihorn